# Pierre Beaumarchais
Pierre-Augustin Caron de Beaumarchais, wym. [pjɛʁ bomaʁˈʃɛ] (ur. 24 stycznia 1732 w Paryżu, zm. 18 maja 1799 tamże) – francuski dramaturg i pisarz, zegarmistrz, harfista, śpiewak, kompozytor, dyplomata, finansista, wolnomularz, podejrzewany także o bycie szpiegiem.

## Życiorys
Był jednym z synów zegarmistrza, jednak mimo pewnych dokonań w tej dziedzinie (skonstruował miniaturowy zegarek w pierścionku), nie chciał wykonywać zawodu ojca. Zaczął pisać sztuki teatralne i zajmować się – według legend – iluzją i złodziejstwem. Po niefortunnej bójce trafił do więzienia, udało mu się uciec spod szafotu. Był członkiem tajnego wywiadu Ludwika XV i inspiratorem pomocy dla powstańców w koloniach brytyjskich w Ameryce. Ponadto uczył córki królewskie.
Nazwisko De Beaumarchais przybrał od nazwy folwarku swej pierwszej żony.
Z jego inicjatywy w 1777 roku powstała pierwsza w świecie organizacja chroniąca prawa autorskie (fr. Bureau de Legislation Dramatique). Po rewolucji doprowadził do uchwalenia pierwszego na świecie prawa pozwalającego na pobieranie tantiem za wystawianie dzieł scenicznych.
Pochowany został na Cmentarzu Père-Lachaise.

## Twórczość
Najsłynniejszym jego dziełem jest komediowa „trylogia o Figarze”:
- Le Barbier de Séville (Cyrulik sewilski; 1775)
- La Folle journée ou Le Mariage de Figaro (Wesele Figara, premiera 27 kwietnia 1784, Comédie Française w Paryżu)
- La Mère coupable (Występna matka; 1792)

Cyrulik sewilski (wystawiony w 1775) oraz Wesele Figara (wystawione w 1784), nazwane były przez Napoleona „rewolucją w czynie”, a przez Marię Antoninę „okropną sztuką”. Obie komedie stały się tematami librett wielu słynnych kompozytorów, m.in. Mozarta – Wesele Figara (1786) i Rossiniego – Cyrulik sewilski (1816). Wesele Figara wywołało niespotykaną dotąd rewolucję w literaturze. Opowiada bowiem o starciu sługi-plebejusza z panem hrabią, co więcej – sługa właśnie okazuje się tu bardziej przebiegły i zaradny. Wywraca więc Beaumarchais cały ustrój społeczny ówczesnej Europy, pośrednio inspirując przy tym lud do wielkiej rewolucji francuskiej. Historia ujęta w dwóch sztukach znalazła kontynuację w późniejszej Występnej matce (wystawionej w 1792), generalnie uważanej za utwór znacznie słabszy od poprzednich.
Tytuł Cyrulika… w języku francuskim (Le Barbier de Séville) mógł być parodią hiszpańskiego tytułu sztuki Tirsa de Moliny (El burlador de Sevilla y convidado de piedra, tłum. na język polski jako Zwodziciel z Sewilli i kamienny gość).

## Opery na podstawie komedii Beaumarchais’go[2]
Cyrulik sewilski
- Giovanni Paisiello Il barbiere di Siviglia, ovvero La precauzione inutile (1782)
- Nicolas Isouard Il barbiere di Siviglia (1796)
- Marcos Portugal La pazza giornata, ovvero Il matrimonio di Figaro (1799)
- Gioacchino Rossini Il barbiere di Siviglia (1816)

Wesele Figara
- Wolfgang Amadeus Mozart Le nozze di Figaro (1786)

Występna matka
- Darius Milhaud La mère coupable (1966)
- Thierry Pécou L’amour coupable (2010)